# Dautentopet
Dautentopet – jedyna córka faraona Ramzesa III i jego żony Iset, siostra-żona faraona Ramzesa IV i matka Ramzesa V.
Dautentopet w młodym wieku poślubiła, zgodnie z egipską tradycją, swojego brata Ramzesa IV i urodziła mu syna o tym samym imieniu. Pojawia się ona wraz z ojcem i mężem w świątyni Chonsu w Karnaku. Jest tam ukazana w scenie darowania łodyg papirusu i kwiatów lotosu mężowi.
Nosiła następujące tytuły: „Córka Króla, Żona Króla, Matka Króla”.
Dautentopet została pochowana w Dolinie Królowych w grobowcu oznaczonym QV74.